# (4402) Tsunemori
(4402) Tsunemori es un asteroide perteneciente al cinturón de asteroides, descubierto el 25 de febrero de 1987 por Tsuneo Niijima y el astrónomo Takeshi Urata desde el Ojima Observatory, Ojima, Japón.

## Designación y nombre
Designado provisionalmente como 1987 DP. Fue nombrado Tsunemori en honor al samurai capitán japonés Taira no Tsunemori hijo de Taira no Tadamori.

## Características orbitales
Tsunemori está situado a una distancia media del Sol de 2,893 ua, pudiendo alejarse hasta 2,950 ua y acercarse hasta 2,836 ua. Su excentricidad es 0,019 y la inclinación orbital 7,717 grados. Emplea 1797 días en completar una órbita alrededor del Sol.

## Características físicas
La magnitud absoluta de Tsunemori es 11,9. Tiene 9,211 km de diámetro y su albedo se estima en 0,367.